# Russisches LGBT-Netz
Das Russische LGBT-Netz (russisch Российская ЛГБТ-сеть Rossijskaja LGBT-set) ist eine überregionale von der Regierung unabhängige Organisation in Russland, die sich mit den Fragen des Schutzes der Rechte und der sozialen Anpassung der sexuellen und Genderminderheiten beschäftigt.
Die Organisation wurde 2006 gegründet. Sie war zu dieser Zeit die erste und einzige überregionale LGBT-Organisation in Russland. 2021 umfasste sie 17 regionale Abteilungen, ihre Zentrale befindet sich in Sankt Petersburg. Im selben Jahr wurde sie auf die diskriminierende Liste der „ausländischen Agenten“ gesetzt.
Das russische LGBT-Netz ist ein Mitglied der International Lesbian and Gay Association (ILGA).

## Ziele
Die Ziele der Organisation sind die öffentliche Unterstützung der Beseitigung aller Formen der Diskriminierung nach den Merkmalen der sexuellen Orientierung und Identität, die Förderung von Toleranz in der russischen Gesellschaft, sowie die Integration von Schwulen, Lesben, Bisexuellen und Transgender in die Gesellschaft.

## Tätigkeit
Das Russische LGBT-Netz unterstützt gezielt Psychologen, Juristen und andere Spezialisten, die mit der LGBT-Gemeinschaft arbeiten, wie auf Initiativen und lokale bürgerrechtliche LGBT-Organisationen.
Das Netz strebt zusammen mit Memorial eine Anerkennung der Geschädigten der strafrechtlichen Verfolgung von Homosexuellen in der Sowjetunion an. In diesem Zusammenhang wurde das Jahr 2009 – das Jahr des 75. Jahrestags der Einleitung der strafrechtlichen Verfolgung – zum „Jahr des Gedächtnisses der Schwulen und Lesben – der Opfer der politischen Repressalien“ ernannt.
Im April 2008 trafen sich die Vertreter des Netzes mit dem EU-Menschenrechtskommissar Thomas Hammarberg.
Vom 23. bis 29. März 2009 fand in Russland mit der Unterstützung des Russischen LGBT-Netzes die dritte Informations- und Aufklärungsaktion „Woche gegen Homophobie“ statt. In deren Verlauf fanden in Archangelsk, Kemerowo, Tomsk, Omsk, Krasnojarsk, Nabereschnyje Tschelny, Nowosibirsk, Petrosawodsk, Tjumen, Rostow am Don, Tscheljabinsk, Sankt Petersburg Diskussionen, Filmvorführungen, Straßenaktionen und Performances statt.
Am 7. Mai 2009, zur abschließenden Pressekonferenz in Moskau, publizierte das Russische LGBT-Netz und die Moskau-Helsinki Gruppe einen Vortrag über die Rechtslage von LGBT in Russland. Dies ist die erste komplexe Erforschung der LGBT-Rechtsbestimmung in der Geschichte Russlands. Dabei wurde auf 100 Seiten eine Analyse der russischen Gesetzgebung vorgestellt, die auch auf die konkreten Formen von Rechtsverstößen und Diskriminierung eingeht.

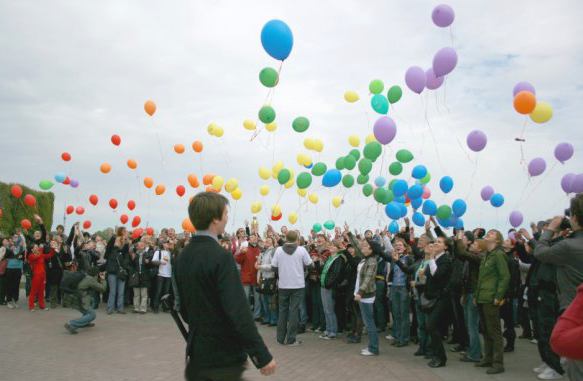
Am 17. Mai 2009 fand in Sankt Petersburg ein Regenbogen-Flashmob statt

Am 17. Mai 2009, am International Day Against Homophobia, fand der sogenannte „Regenbogen-Flashmob“ statt, in dessen Verlauf Vertreter der LGBT-Gemeinschaft Luftballons mit den Zetteln in die Luft steigen ließen. Die Aktion fand in Sankt Petersburg, Moskau, Tjumen, Iwanowo, Wolgograd, Rostow am Don, Nabereschnyje Tschelny, Kemerowo, Tomsk, Jekaterinburg, Kasan, Brjansk, Ischewsk, Chabarowsk, Ufa, Pensa, Tscheljabinsk, Perm, Samara, Saratow, Togliatti und Archangelsk statt. Nach Angaben der LGBT-Organisation „Wychod“ (wörtlich übersetzt „Coming-out“, der Veranstalter des Flashmobes in St. Petersburg) haben sich mehr als 200 Menschen versammelt. Es war die bisher größte bürgerrechtliche Aktion in der Geschichte Russlands, die den Problemen der LGBT gewidmet wurde.
Am 15. Juli 2009 trafen sich die Vertreter des Russischen LGBT-Netzes mit Wladimir Lukin, dem Bevollmächtigten für Menschenrechte in der Russischen Föderation, wo ihm der oben genannte Vortrag vorgelegt wurde. Als Ergebnis des Treffens erklärte Lukin, dass LGBT-Personen die gleichen Rechte wie alle übrigen Menschen haben sollten: „Wenn die Rechte der konkreten Person in Zusammenhang mit ihrer sexuellen Orientierung verletzt werden, sind wir bereit, ihre Rechte zu schützen“. Nach Einschätzung des Vorsitzenden Igor Petrow war dies das erste Mal in der Geschichte Russlands, dass ein Vertreter des Staates sich offiziell mit den LGBT-Aktivisten getroffen hat.
Die Organisation war seit 2012 zunehmend bürokratischen Schikanen ausgesetzt, wiederholt wurde ihre Webseite blockiert. 2021 wurde die Organisation vom russischen Justizministerium auf die Liste der „ausländischen Agenten“ gesetzt. Am 30. November 2023 erklärte das Oberste Gericht Russlands auf Antrag des russischen Justizministeriums die „internationale öffentliche LGBT-Bewegung“ zu einer extremistischen Organisation und verbot ihre Aktivitäten im Land. Da es keine internationale Organisation dieses Namens gibt, äußerten Angehörige der LGBT-Gemeinschaft die Besorgnis, dass künftig jeglicher LGBT-Aktivismus durch die russischen Behörden kriminalisiert und mit langen Haftstrafen geahndet werden könnte. Bereits am Tag nach dem Verbot kam es zu Polizeirazzien und Festnahmen in Moskauer Homosexuellen-Clubs und -Bars.